# Ron miel
Ronmiel de Canarias (span., dt. „Rum mit Honig“) ist ein Likör von den Kanarischen Inseln, der aus Rum aus Zuckerrohr oder Melasse und Honig erstellt wird. Der typische Honig-Rum ist dunkel bernsteinfarben, schmeckt weich und süß und hat einen Alkoholgehalt von 20 bis 30 Vol.-%. Er wird als Aperitif oder Digestiv getrunken.

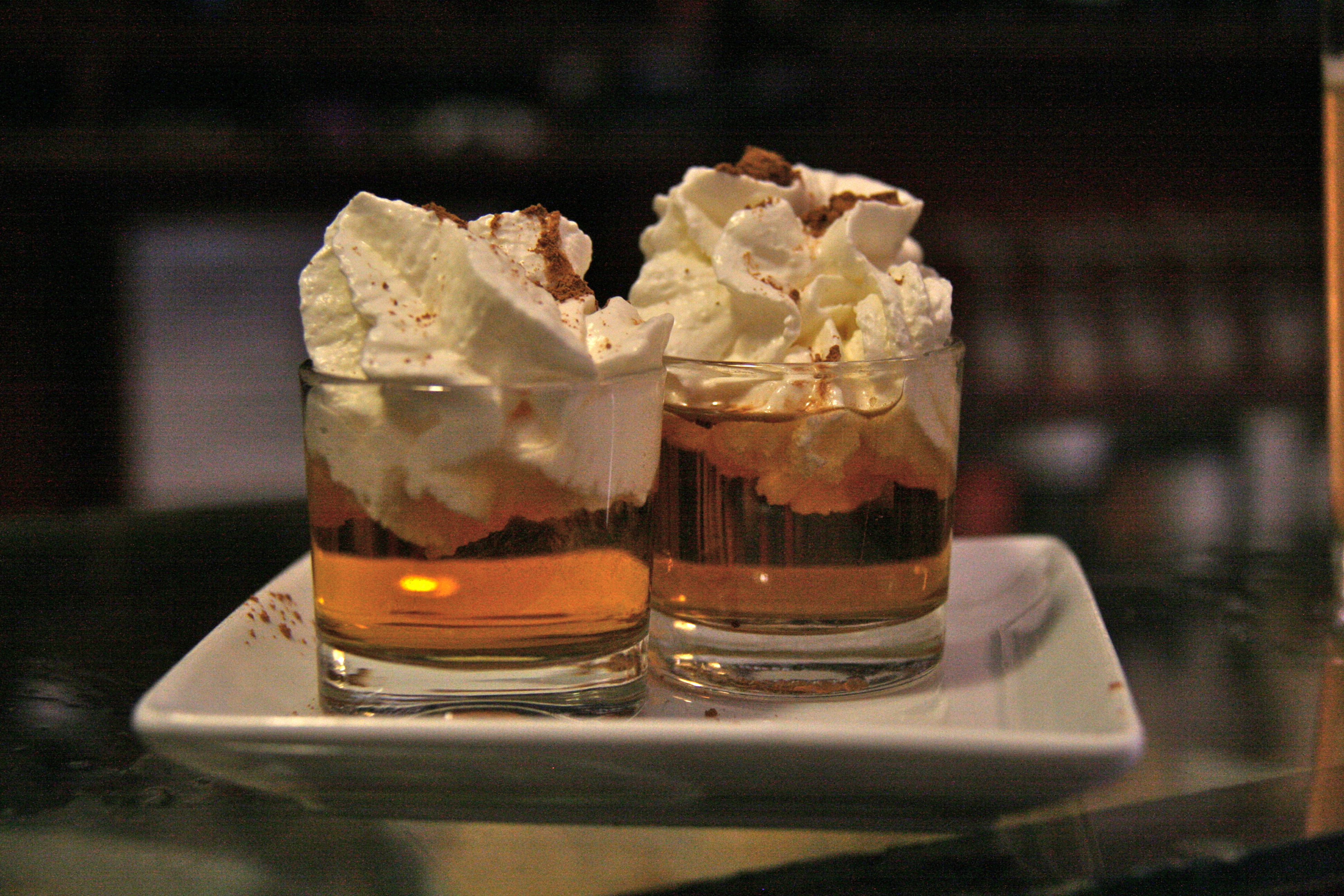
Ron miel mit Sahne und Zimt

2005 hat das Kanarische Ministerium für Landwirtschaft eine geographische Bezeichnung (D.O.) für Honig-Rum unter dem Begriff „Ronmiel de Canarias“ eingetragen.
Die Region um Arucas ist das wichtigste Anbaugebiet für Zuckerrohr, das schon seit 1489 auf Gran Canaria angebaut wird. Der daraus hergestellte Arucas-Rum ist weit über die Insel hinaus bekannt.